# 滝本晃司
滝本 晃司（たきもと こうじ、1961年12月7日 - ）は日本のミュージシャン。東京都町田市出身、血液型AB型、駒澤大学卒。

## 来歴
高校卒業後、Closed.G.show（クローズド・ジー・ショウ＝自閉症のもじり）というバンドのメンバーとして活動していたが、他の仲間に逃げられてしまったため、最終的にメンバーは滝本一人になった。
1986年、インディーズで活動していた頃のたまがベーシストを募集した際に加入する。なお、この当時の滝本はベースの演奏経験はなかったが、本人曰く「たまは既に完成されたバンドだった。知らない誰かが入って崩れるくらいなら、いっそ自分が入ろうと思った」という理由で応募したが、応募は滝本1人のみであった。既に結婚しており、サラリーマンをしながらの参加だった。
1990年5月5日、シングル『さよなら人類/らんちう』でメジャーデビューし、オリコン初登場1位を記録し、売上100万枚を達成。たまのメジャー・デビュー決定時、社会現象的人気となっており、会社に対しては「こういう事なので辞めさせてください」と退職理由を説明している。たまではボーカル、ベース（エレクトリックベース、コントラバス）の他、曲によってはギター、トイピアノ、ピアニカなども担当した。
1991年に谷口正明らのフォークロック・バンド「エコーユナイト」に参加。
1995年に自主レーベル「地球レコード」と自主運営による事務所「たま企画室」設立。メンバーでのじゃんけんに勝ったことにより社長に就任。同年10月21日にソロデビューアルバム『空の下』をリリース。
1997年2月26日に発売された高橋理奈（現高橋里奈）のアルバム『裸の水』に収録の「夕暮れの風に吹かれて」を作曲を担当。
2003年10月、たまが解散。地球レコードはそのまま引き継ぐと共に、ソロや様々なミュージシャンと共演しての音楽活動を続けている。
2004年、下北沢leteにて毎月「下北水中ライブ」を開始。
2005年、たまのサポートメンバーとして参加していた斉藤哲也や尾引浩志らと「ジャンタルマンタル」を結成。
2009年、ヨーロッパ企画第28回公演『曲がれ!スプーン』劇中曲を提供。2017年9月、第36回公演『出てこようとしてるトロンプルイユ』、2022年、第41回公演『あんなに優しかったゴーレム』の音楽を担当した。ヨーロッパ企画制作の映画においても、2020年『ドロステのはてで僕ら』、2023年『リバー、流れないでよ』の音楽を担当している。

## 人物
通称はGさん。この通称はかつて在籍していたバンド「Closed.G.show」に由来しており、滝本と同じたまのメンバーだった知久寿焼によって命名された。
すべり台研究家という一面も持っており、全国各地の公園のすべり台を写真に収めている。

## ディスコグラフィー

### CD-R
1. ヨーロッパ企画第28回公演「曲がれ！スプーン」使用楽曲CDR
2. ヨーロッパ企画第32回公演「建てましにつぐ建てましポルカ」使用楽曲CDR
3. ヨーロッパ企画第36回公演「出てこようとしてるトロンプルイユ」使用楽曲CDR

### 参加作品
| 発売日        | タイトル     | アーティスト | レーベル                   | 収録曲                    | 備考 |
| ------------- | ------------ | ------------ | -------------------------- | ------------------------- | ---- |
| 2008年9月24日 | 童謡のつづき | V.A.         | ビクターエンタテインメント | 7. 朧月夜〜朧月夜のつづき |      |

### 楽曲提供
| アーティスト | 作詞・作曲 | タイトル                 | 収録作品   | 年     |
| ------------ | ---------- | ------------------------ | ---------- | ------ |
| 高橋理奈     | 作曲       | 「夕暮れの風に吹かれて」 | 『裸の水』 | 1997年 |

## 劇伴

### 映画
1. 「ドロステのはてで僕ら」（2020年6月公開)
2. 「リバー、流れないでよ」（2023年6月公開)

## 著書
1. つづくこと つづくとこ（2010年6月、創英社 / ISBN 9784434145506）